# Ivana Bodrožić
Ivana Bodrožić (Vukovar, 5 luglio 1982) è una scrittrice e poetessa croata.

## Biografia e carriera letteraria
Bodrožić è nata a Vukovar, dove ha vissuto fino all'inizio della guerra nel 1991. Suo padre morì nel massacro di Vukovar, mentre Bodrožić, la madre e il fratello si stabilirono a Zagabria e Kumrovec come rifugiati. Si è laureata presso la facoltà di Lettere e filosofia dell'Università di Zagabria.
Ha esordito nel 2005 con la raccolta di poesie Prvi korak u tamu (Primo passo nell'oscurità) ed è stata la più giovane autrice inclusa nell'antologia di poesia croata contemporanea Utjeha kaosa (Il conforto del caos) curata da Miroslav Mićanović.
Nel 2010 ha pubblicato il romanzo Hotel Tito (Hotel Zagorje, 2010), ispirato alla vicenda della sua famiglia e tradotto in tedesco, francese, italiano, inglese, neerlandese, turco e ceco.
Del 2016 è il thriller politico Rupa (Il buco), insignito del Prix Ulysse, mentre nel 2020 è apparso Figli, figlie (Sinovi, kćeri), anch'esso tradotto in Italia per i tipi di Sellerio.
Nel 2017 Bodrožić è stata fra i firmatari della Dichiarazione sulla lingua comune dei Croati, Serbi, Bosgnacchi e Montenegrini.

## Opere

### Romanzi
- Hotel Tito, Sellerio, Palermo, 2019 - ISBN 9788838939488 (Hotel Zagorje, 2010 - trad. dal croato di Estera Miočić).
- 100 % pamuk (100% cotone, 2014).
- Rupa (Il buco, 2016).
- Figli, figlie, Sellerio, Palermo, 2023 - ISBN 9788838945649 (Sinovi, kćeri, 2020 - trad. dal croato di Estera Miočić).

### Poesia
- Prvi korak u tamu (Primo passo nell'oscurità, 2005).
- Prijelaz za divlje životinje (Cavalcavia per animali selvatici, 2012).

### Giornalismo
- Za što sam se spremna potući (Per cosa sono pronta a lottare - raccolta di editoriali, 2013).